# Ferenc Puskás
Ferenc Puskás [ˈfɛrɛnʦ ˈpuʃkaːʃ] (* 1. April 1927 in Budapest als Ferenc Purczeld; † 17. November 2006 ebenda) war ein ungarisch-spanischer Fußballspieler und -trainer. Seine Spitznamen waren Puskás Öcsi (Brüderchen Puskás), Der Major, Sváb (für Donauschwabe), Pancho und Cañoncito Pum.
Puskás führte zwischen 1950 und 1954 die ungarische Fußballnationalmannschaft als Mannschaftskapitän an. Höhepunkt seiner Laufbahn sollte – neben dem 6:3-Sieg im „Jahrhundertspiel“ 1953 gegen England – die Weltmeisterschaft 1954 in der Schweiz werden, in deren Finale in Bern sich Ungarn allerdings als Favorit Deutschland mit 2:3 geschlagen geben musste. Dieses Spiel ging als das Wunder von Bern in die deutsche Sportgeschichte ein.
Nach Niederschlagung des Ungarischen Volksaufstands 1956 emigrierte er und spielte nach Ablauf einer vom ungarischen Fußballverband veranlassten 18-monatigen FIFA-Sperre ab 1958 in Spanien für Real Madrid. Mit dieser Mannschaft gewann er drei Mal den Europapokal der Landesmeister sowie mehrfach die spanische Meisterschaft und wurde in sämtlichen Wettbewerben wiederholt Torschützenkönig. Nachdem er die spanische Staatsbürgerschaft erhalten hatte, spielte er bei der Weltmeisterschaft 1962 für die Nationalmannschaft Spaniens. Mit 39 Jahren beendete er seine Spielerkarriere und wurde Fußballtrainer.
Als Trainer trainierte er viele verschiedene Mannschaften, die meisten jedoch nur über einen kürzeren Zeitraum, dies brachte ihm den Ruf eines Weltenbummlers ein. Seine erfolgreichste Trainerstation war Panathinaikos Athen, das er nicht nur zu zwei griechischen Meistertiteln, sondern 1971 auch bis in das Finale des Europapokals der Landesmeister führte. 1993 wurde er Trainer der ungarischen Nationalmannschaft.
Ab 2000 litt er unter mehreren Krankheiten und durfte das Krankenhaus nur noch selten verlassen. Sein Gesundheitszustand verschlechterte sich zusehends und er verstarb schließlich am 17. November 2006.
Puskás gilt als der bis dato beste ungarische Fußballspieler und wird nicht nur in seiner Heimat in einem Atemzug mit Fußballgrößen wie Cruyff, Beckenbauer oder Di Stéfano genannt. Er begründete den Ruf der Rückennummer 10, die seit seiner Zeit zumeist der Spielgestalter einer Mannschaft trägt, und war bei den gegnerischen Tormännern vor allem aufgrund seiner harten und präzisen Schüsse mit dem linken Fuß gefürchtet.
Die IFFHS ehrte ihn als besten Torjäger des 20. Jahrhunderts. Vom Weltfußballverband wurde er in die 2004 erstellte Bestenliste FIFA 100 aufgenommen. Seit 2009 wird eine nach ihm benannte Auszeichnung, der FIFA-Puskás-Preis, jährlich für das schönste Tor der Saison verliehen.

## Leben
Sein Vater Ferenc Purczeld (1903–1952) war Fußballspieler des Kispesti FC und nach seiner aktiven Zeit als Trainer tätig. Er betreute unter anderem von 1945 bis 1947 sowie von 1948 bis 1951 den Kispesti AC beziehungsweise dessen Rechtsnachfolger Budapesti Honvéd SE. Puskás’ Mutter Margit Bíró (1904–1976) war im Haushalt tätig.

### Kindheit, Spieler von Kispesti AC
Ferenc Puskás stammt aus einer donauschwäbischen Familie in Ungarn und wuchs im Budapester Vorort Kispest in einem Haus mit 32 Erwachsenen und 132 Kindern auf. Für die Jungen war Fußball sehr wichtig. Sein bester Freund war József Bozsik aus der Nachbarwohnung. Sie waren beide talentiert, trotzdem fand Puskás’ Vater immer etwas im Spiel der beiden, das zu verbessern wäre. Schon mit 15 Jahren spielte Puskás bei der Herrenmannschaft von Kispest, deren Leitung kurz darauf sein Vater übernahm. Sein erstes Spiel von Beginn an bestritt er im Herbst 1943, als wegen einer Virusgrippe gleich mehrere Spieler ausfielen. Da er schon als Jugendlicher bei den Erwachsenen spielte, bekam er den Spitznamen Puskás Öcsi, was auf Deutsch „kleiner Bruder“ heißt.

### Nationalmannschaft, Erfolge mit Budapesti Honvéd
1949 wurde der Kispesti AC dem ungarischen Sportministerium unterstellt und in Budapesti Honvéd umbenannt. Der Verein wurde zum Armeeklub, und die Spieler bekamen einen militärischen Rang verliehen. Puskás wurde Offizier und war in der Folge als Fußballer auch als Der galoppierende Major bekannt. In seinem ersten Jahr für Budapesti Honved schoss er 50 Tore und gewann seinen ersten Meistertitel. Zu dieser Zeit war Budapesti Honvéd das beste ungarische Team und in der Nationalmannschaft kamen überwiegend Spieler aus diesem Verein zum Einsatz. Puskás gewann mit Honvéd insgesamt sechsmal die ungarische Meisterschaft, einmal den Osterpokal (1953), wurde viermal Torschützenkönig und stellte einen Rekord nach dem anderen auf.
Im August 1945 wurde er erstmals in die ungarische Nationalelf berufen. Bei seinem Debüt, das er gegen die österreichische Nationalmannschaft bestritt, erzielte er gleich sein erstes Länderspieltor. Großen Anteil an der Entwicklung und dem Erfolg von Puskás hatte der Trainer von Ungarn, Gusztáv Sebes. Sebes war von Puskás’ Spieltechnik begeistert und prophezeite ihm, er werde eines Tages einer der besten Fußballer der Welt sein.
Puskás heiratete im Jahr 1949. Die Ehe mit seiner Frau Erzsébet hielt bis zu seinem Tod. Aus der Verbindung stammt eine Tochter, Anikó.

### Die legendäre „Goldene Elf“

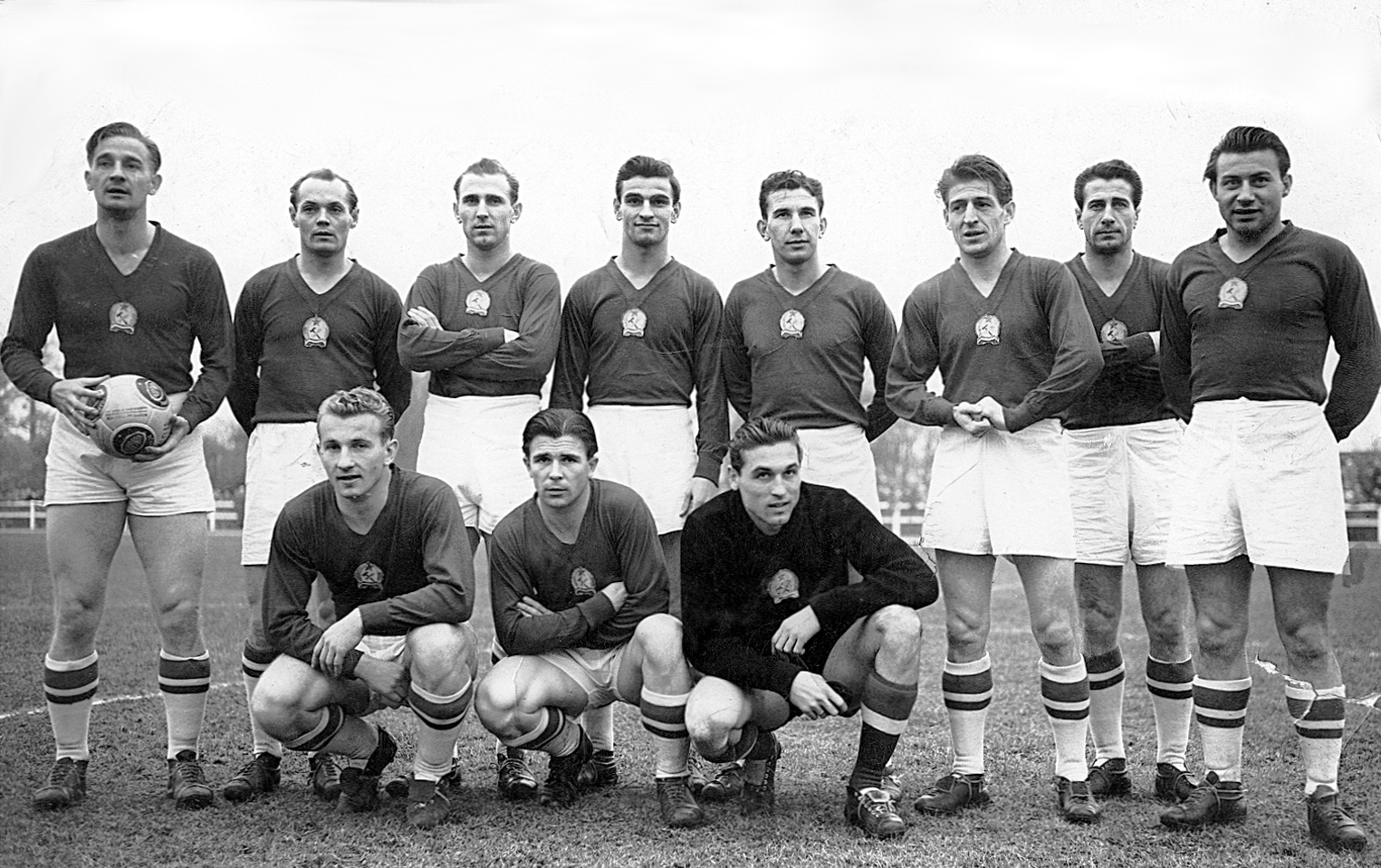
Die Goldene Elf (1953)
vorn in der Mitte: Ferenc Puskás

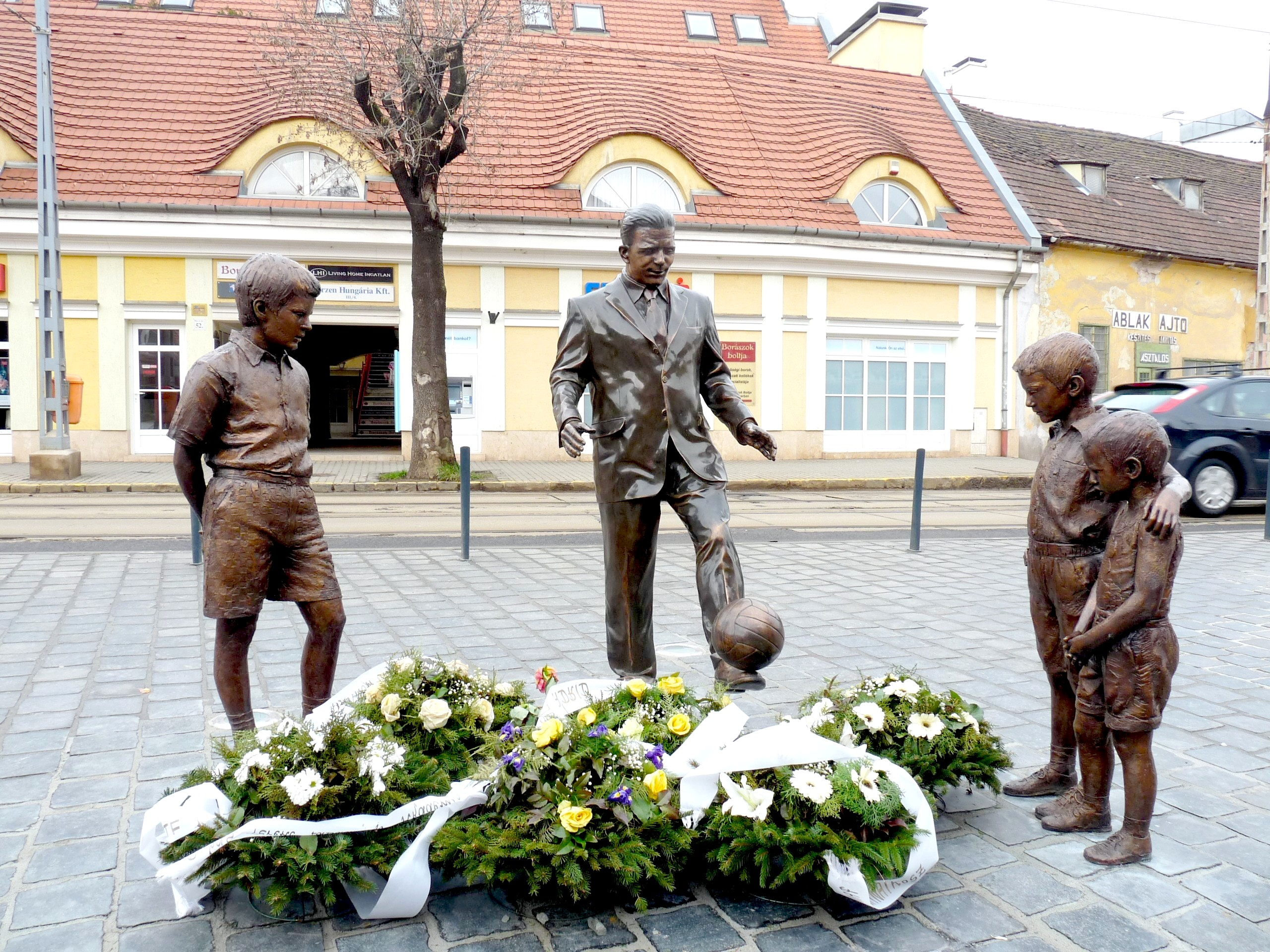
Statue von Ferenc Puskás zur Erinnerung an den Mannschaftskapitän der „Goldenen Elf“.
Die Skulptur wurde am 28. März 2013 in Budapest, III. Bezirk, enthüllt.

Die Nationalelf rund um Mannschaftskapitän Puskás wurde zur erfolgreichsten ungarischen Mannschaft aller Zeiten und eine der stärksten Mannschaften der Welt. Ab dem 14. Mai 1950 bis hin zum WM-Finale am 4. Juli 1954 im Wankdorfstadion in Bern verlor diese Mannschaft in 32 Pflichtspielen keine einzige Partie. Die Aufstellung dieser legendären Mannschaft wusste jeder ungarische Bürger und auch die meisten Fußballinteressierten im Ausland auswendig: Grosics, Buzánszky, Lóránt, Lantos, Bozsik, Zakariás, Budai, Kocsis, Hidegkuti, Puskás, Czibor. Sie wurden die Goldene Elf (ungar.: Aranycsapat) genannt und wegen ihrer außerordentlichen spielerischen Überlegenheit und Dominanz zur Legende.
Den ersten großen Titel feierte diese „Wunderelf“ – und damit auch Puskás – mit der olympischen Goldmedaille 1952 in Helsinki.
Den nächsten Erfolg verbuchte sie 1953, als sie den über mehrere Jahre gehenden Europapokal der Fußball-Nationalmannschaften (in Italien Coppa Internazionale genannt) gewann; einen Vorläufer der Fußball-Europameisterschaft, an dem neben Ungarn Italien, Österreich, die Schweiz und die Tschechoslowakei teilnahmen. Puskás war mit 10 Toren der Torschützenkönig des Wettbewerbs und erzielte im entscheidenden letzten Auswärtsspiel gegen Italien, das Ungarn vor 80.000 Zuschauern in Rom mit 3:0 gewann, zwei Treffer.
Am 25. November 1953 folgte dann das vielleicht spektakulärste Spiel der Goldenen Elf, das damals bald nur noch das „Spiel des Jahrhunderts“ oder einfach nur das „6:3“ genannt wurde; dabei wurde der Begriff „Spiel des Jahrhunderts“ (engl. „Match of the Century“) ursprünglich vor dem Spiel selbst von englischen Journalisten geprägt. Nach dem überragenden Erfolg der Goldenen Elf wurde dieser Begriff von den Ungarn gern übernommen. Ungarn traf in der „Festung“ des Wembley-Stadions auf die bis dahin in Heimspielen gegen Mannschaften vom europäischen Festland noch ungeschlagenen Engländer. Das Spiel wurde zu einer eindrucksvollen Fußballdemonstration der Ungarn. Sie gewannen 6:3 und zeigten Offensivfußball von einem anderen Stern sowie eine 4-2-4-Aufstellung, die als revolutionär für die damalige Zeit galt (das Spielsystem der Goldenen Elf war aber meist ein anderes und zwar ein 3-2-5).
Puskás erzielte zwei Tore und die Engländer, die sich zuvor noch über ihn lustig gemacht hatten (er wurde von den gegnerischen Fans verhöhnt, denn er war klein, galt als übergewichtig, war kopfballschwach und konnte nur mit links schießen), waren geschockt. Puskás’ sehenswertes Tor, bei dem er den Ball elegant zurückzieht, damit den Gegenspieler ausspielt und kurz darauf ins Tor einschießt, ist in den meisten Fußball-Dokumentarfilmen zu sehen. In Ungarn wird dieses Tor oft das „Tor des Jahrhunderts im Spiel des Jahrhunderts“ genannt. Für Puskás, wie er später erzählte, war dieses Spiel der schönste Moment seiner Karriere. Dieses und das noch höher ausfallende 7:1 im Rückspiel im Mai des folgenden Jahres, in dem wieder Puskás die entscheidende Figur war, gelten als die schlimmsten Niederlagen in der Geschichte des englischen Fußballs.
Mit seinem Klub Budapesti Honvéd war er weiterhin erfolgreich.

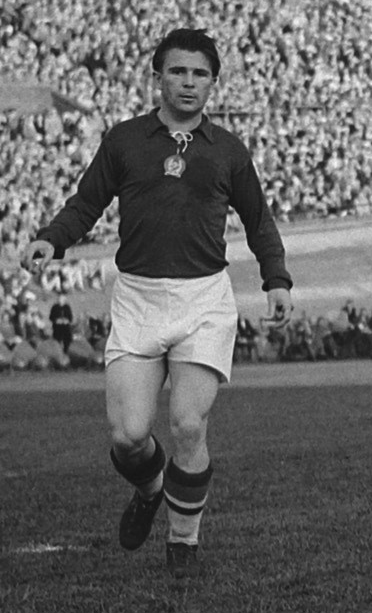
Ferenc Puskás (1954)

Die Ungarn reisten schließlich 1954 als hoher Favorit zur Weltmeisterschaft in die Schweiz. Nach einem 9:0-Sieg im ersten Gruppenspiel gegen Südkorea wurde im zweiten Gruppenspiel die aufgrund taktischer Überlegungen mit etlichen Ersatzspielern angetretene deutsche Mannschaft mit 8:3 vernichtend geschlagen. Dennoch erlitt Ungarn in dieser Partie einen herben Rückschlag. Der deutsche Innenverteidiger Werner Liebrich foulte Puskás so schwer, dass dieser mit einer Verletzung am Fußgelenk für zwei Spiele ausfiel.

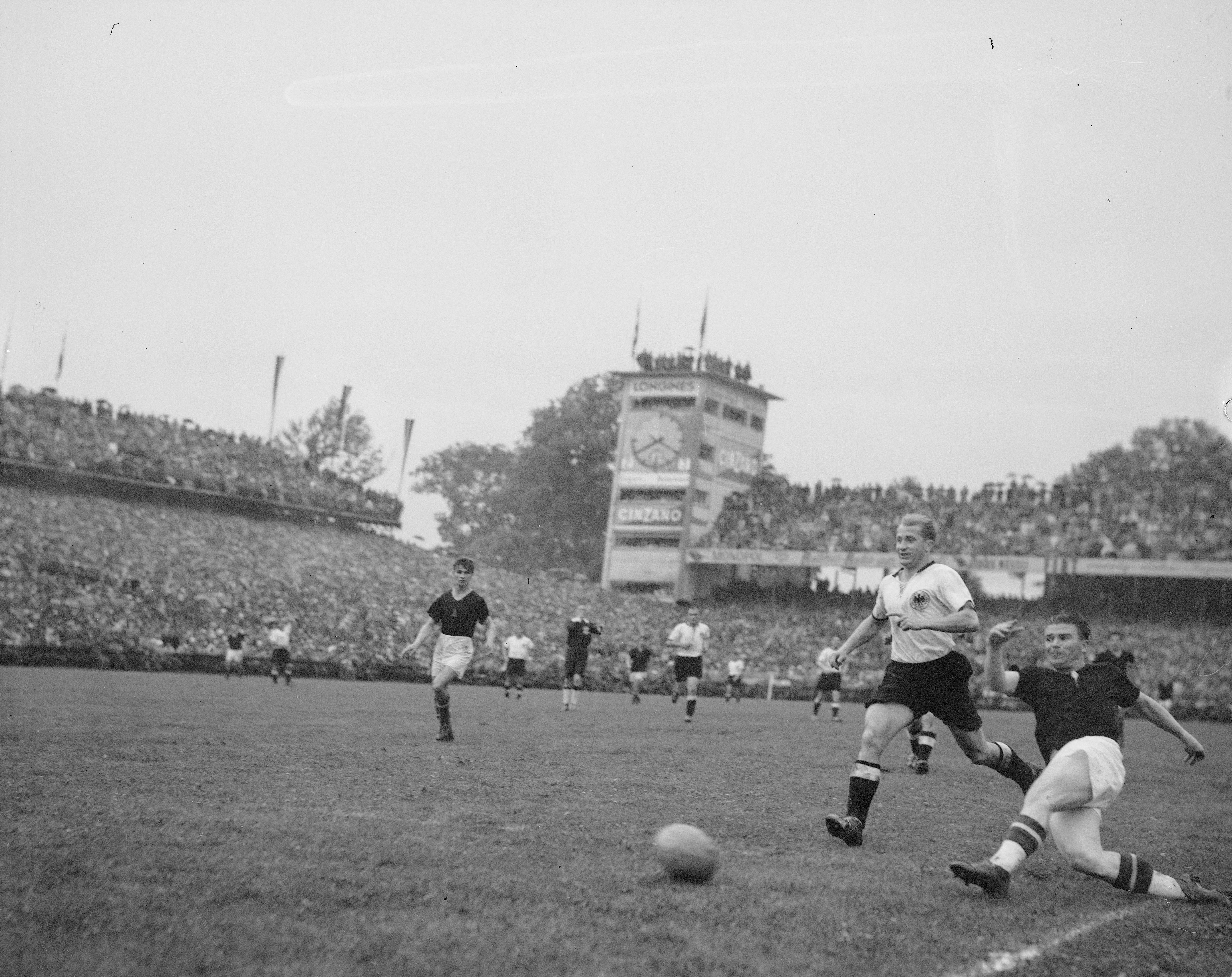
WM-Finale, 86. Minute: Puskás trifft zum vermeintlichen 3:3, aber Abseits

Die ungarische Nationalelf wurde in den folgenden Partien auch ohne Puskás ihrer Favoritenrolle gerecht und zog in das Endspiel in Bern ein. Sie gewannen im Viertelfinale gegen die amtierenden Vizeweltmeister Brasilien und im Halbfinale gegen die amtierenden Weltmeister Uruguay jeweils mit 4:2. Im Finale stand Puskás zwar wieder in der Mannschaft, aber seine noch nicht auskurierte Verletzung war ihm anzumerken. Während des Spieles ging Ungarn programmgemäß nach weniger als 10 Minuten mit 2:0 in Führung (das 1:0 erzielte Puskás), unterlag Deutschland aber in der Folge sensationell mit 2:3 (Puskás’ zweiter Treffer zum 3:3 in der 86. Spielminute wurde wegen Abseits nicht anerkannt. Bis heute konnten weder Film- noch Fernsehbilder wirklich Aufklärung darüber liefern, ob die Annullierung des Treffers berechtigt war). Ausgerechnet im WM-Finale verloren die Ungarn nach vier Jahren erstmals wieder ein Länderspiel.
Unzählige Gerüchte und Legenden gibt es rund um dieses Endspiel. Fakt ist jedoch, dass die ungarische Nationalmannschaft nach dem verlorenen WM-Finale 1938 eine weitere große Chance auf die Weltmeisterschaft nicht nutzen konnte. Der WM-Titel blieb der Goldenen Elf verwehrt und nach dem verlorenen Endspiel gegen Deutschland herrschte in ganz Ungarn Enttäuschung und Verbitterung.
Puskás machte insgesamt 85 Spiele für Ungarn. Am 15. Juli 1956 löste er mit seinem 81. Länderspiel den Schweizer Severino Minelli als Weltrekordhalter ab und blieb dies bis 19. Oktober 1957, ehe er vom Engländer Billy Wright mit dessen 86. Spiel überboten wurde.

### Emigration

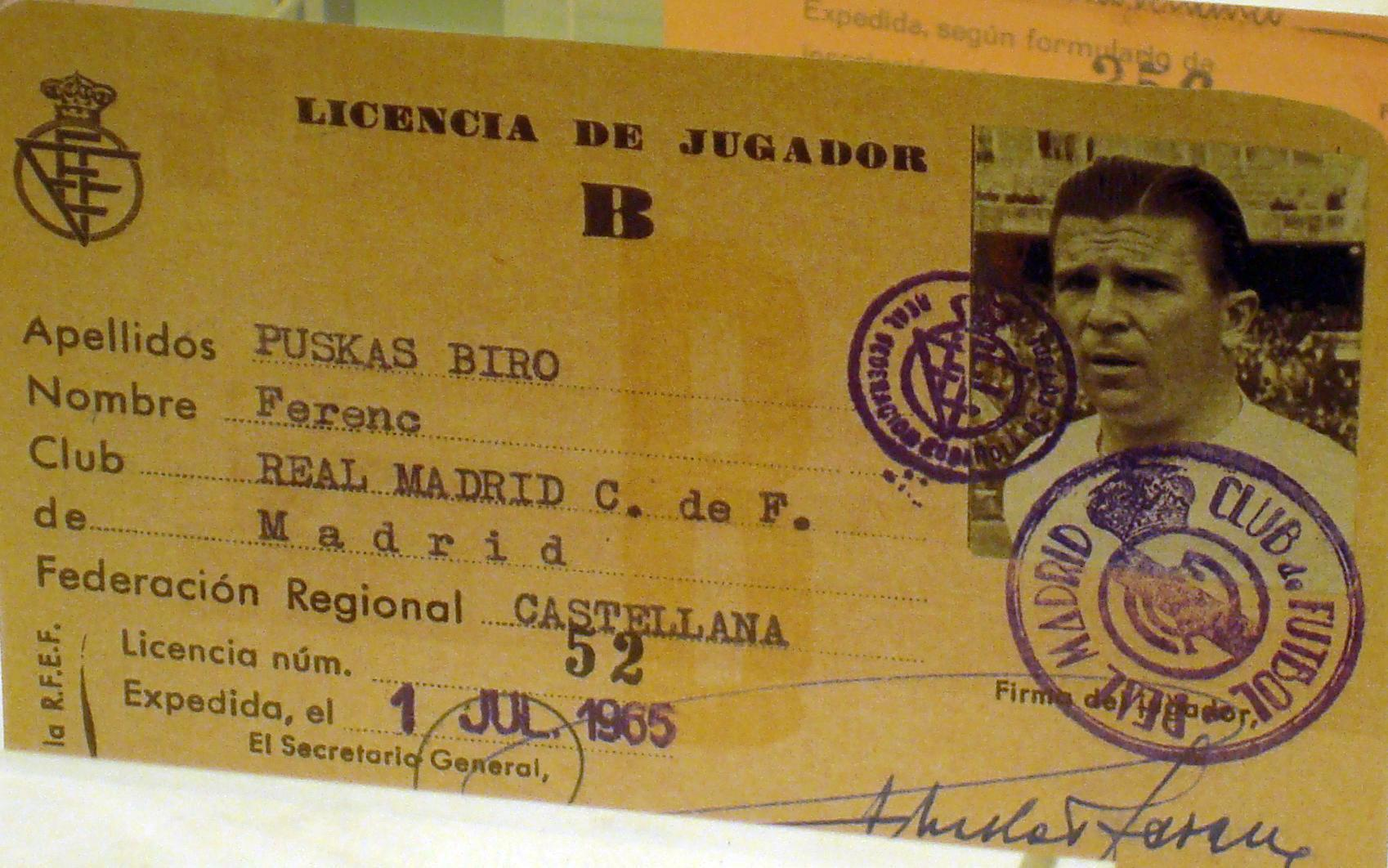
Ferenc Puskás’ Spielerlizenz

Nach der Weltmeisterschaft spielte Puskás weiterhin für Honvéd Budapest und die ungarische Nationalmannschaft. Als 1956 der Ungarische Volksaufstand ausbrach, war Puskás wegen eines Europapokalspiels mit Honvéd in Bilbao. Aufgrund der unsicheren Lage in Ungarn kehrte die Mannschaft vorerst nicht zurück, sondern organisierte eine nicht genehmigte Tournee, die sie bis nach Südamerika brachte. Als der Aufstand in Ungarn schließlich von der sowjetischen Armee niedergeschlagen wurde, beschloss Puskás in Wien zu bleiben, um den in der Heimat drohenden Repressalien zu entgehen. In diesem Jahr brach die Goldene Elf endgültig auseinander. Einige emigrierten wie Puskás ins Ausland, andere wiederum wie Grosics brachten es nicht über das Herz, das Land zu verlassen und kehrten trotz aller möglichen Sanktionen nach Ungarn zurück.
1957 unterschrieb Puskás einen Vorvertrag beim Wiener Sportklub. Da er aber nach über einem Jahr Aufenthalt in Österreich – wie auch die anderen aus Ungarn emigrierten Spieler – nach wie vor keine Spielerlizenz erhalten hatte, musste Öcsi seine Karriere vorläufig beenden. Der ungarische Fußballverband hatte veranlasst, dass er wegen seiner Emigration von der FIFA für 18 Monate gesperrt worden war. Puskás ließ sich darauf vorerst in Italien, später in Spanien nieder. Nach Ablauf seiner Sperre wollte er in Italien spielen, fand aber keinen Verein, da die meisten Manager ihn (der mittlerweile schon über 30 Jahre alt war und weiter zugenommen hatte) für zu dick oder zu alt befanden.

### Erfolge mit Real Madrid und Karriereende

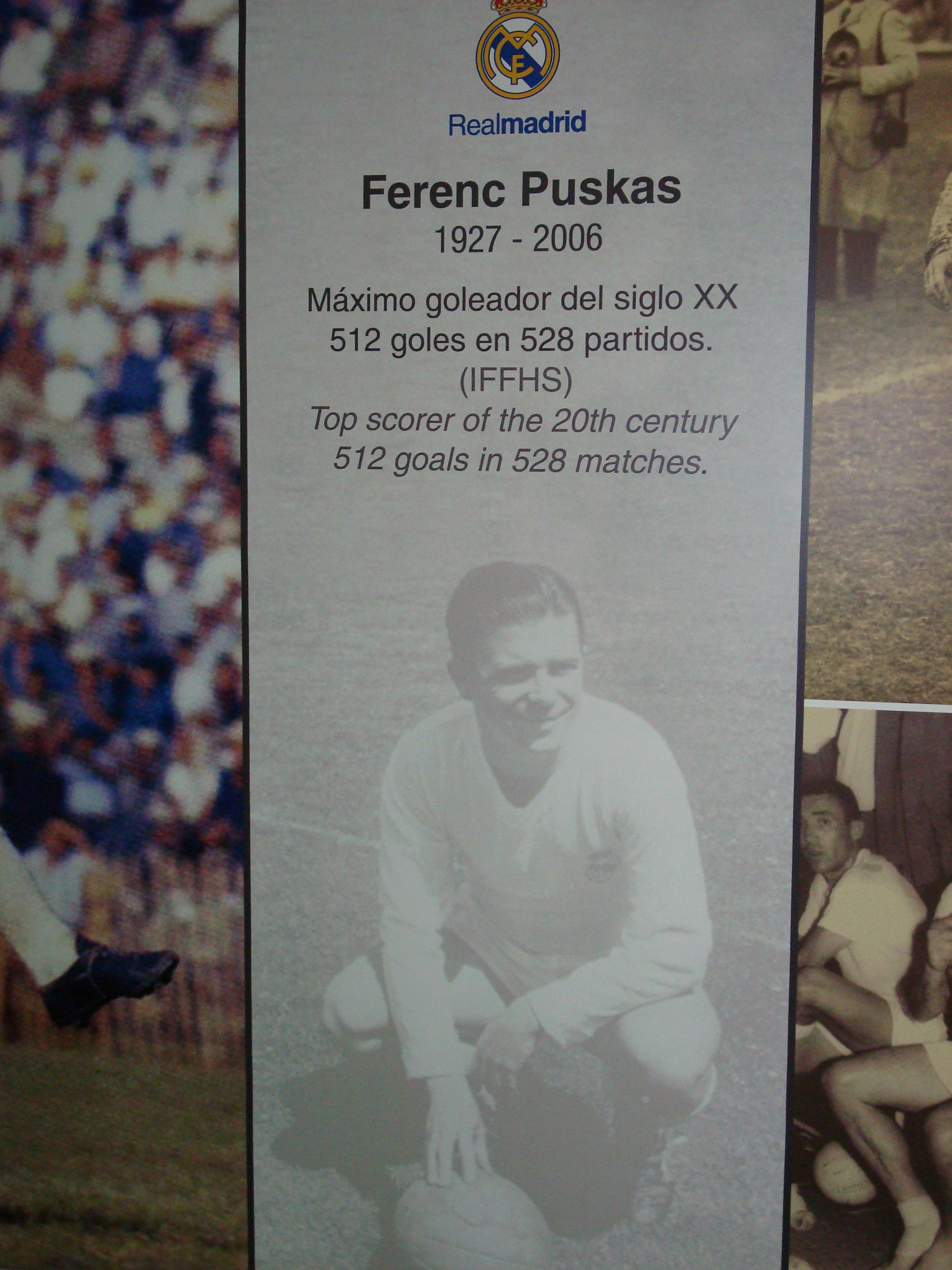
Puskás in der Ruhmeshalle

Im Dezember 1956 hatte Honvéd gegen Real Madrid ein Freundschaftsspiel bestritten, das mit 5:5 endete. Der Präsident von Real Madrid, Santiago Bernabéu, verpflichtete daraufhin den Honvéd-Manager, Emil Östreicher, als sportlichen Berater für die Madrilenen. Seine erste Aufgabe bestand darin, Verstärkungen zu suchen. Natürlich dachte Östreicher zuerst an Puskás, so dass er nach Italien fuhr und mit Puskás erste Gespräche über einen Wechsel nach Madrid führte.
1958 war Puskás’ Sperre schließlich abgelaufen. Real Madrid war in der Zwischenzeit mit drei Siegen in Folge zur dominierenden Mannschaft im neugeschaffenen Europapokal der Landesmeister geworden und auf Anraten Östreichers nach wie vor an einer Verpflichtung von Puskás interessiert. So kam es, dass Puskás wie schon seine ehemaligen Mitspieler in der ungarischen Nationalmannschaft, Kocsis und Czibor, nach Spanien emigrierte. Zusammen mit Alfredo Di Stéfano, mit dem er eine enge Freundschaft schloss, schoss er Real Madrid endgültig an die Spitze des europäischen Klubfußballs. Die Madrilenen gewannen mit ihm weitere dreimal den Europapokal der Landesmeister und sechs Mal die nationale Meisterschaft.
In seinem ersten Jahr beim Klub gewann Real Madrid zum vierten Mal in Folge den Europapokal, und Puskás schoss mit dem Siegestor im Halbfinale Atlético Madrid aus dem Bewerb. Im Finale gegen Stade de Reims wurde aber nicht Puskás, sondern Mateos eingesetzt (der seinen Einsatz im Europapokal-Finale mit dem Treffer zum 1:0 für Real durchaus rechtfertigte). Offizieller Grund war eine Verletzung, es gab aber Gerüchte, dass der damalige Trainer persönliche Probleme mit Puskás hatte; denn als Santiago Bernabéu erfuhr, dass Puskás nicht aufgestellt worden war, wurde der argentinische Trainer trotz des Gewinns des Europapokals mit sofortiger Wirkung entlassen. Im Endspiel des Europapokals 1960 gegen Eintracht Frankfurt kam Puskás dann zu seiner Finalteilnahme. Das Spiel endete 7:3 für Real Madrid, Puskás erzielte vier Treffer, und mit zwölf Toren in sieben Spielen wurde er der Torschützenkönig des Wettbewerbs. Zwei Jahre später, 1962, erzielte der inzwischen schon 35 Jahre alte Puskás im Endspiel gegen Benfica Lissabon noch weitere drei Finaltore. Real verlor aber 5:3. Zu diesem Zeitpunkt zeichnete sich bereits ab, dass die Vorherrschaft Real Madrids in Europa ihrem Ende entgegenging. Alle Leistungsträger der Mannschaft waren schon über 30 Jahre alt, und die erhoffte Verjüngung durch den damals 19-jährigen Pelé vom FC Santos (Brasilien), mit dem Santiago Bernabéu einen Vorvertrag geschlossen hatte, blieb aus, da sich dieser nicht an die Vereinbarung hielt.
Puskás wurde in Spanien viermal Torschützenkönig und bekam 1961 die spanische Staatsbürgerschaft, so dass er auch für Spanien an der Weltmeisterschaft 1962 in Chile teilnehmen konnte. Spanien schied aber bereits in der Vorrunde aus.
Am 23. Oktober 1963 wurde er in die Fußball-Weltauswahl gegen England berufen und machte damit sein allerletztes Spiel in einer internationalen Auswahl. In seinen vier Spielen für Spanien konnte Puskás kein Tor erzielen.
Nach acht Jahren als Publikumsliebling bei Real Madrid trat er 1966 mit 39 Jahren als Spieler zurück und beendete damit seine Karriere.

### Trainerstationen
Seine Trainerlaufbahn begann 1967. Er betreute in Spanien Hércules Alicante und trainierte anschließend Mannschaften in den USA (San Francisco Gales) und Kanada (Vancouver Royals). Danach kehrte er nach Spanien zurück, wo er den CD Alavés betreute. Nach nur einem Jahr verließ er Spanien jedoch erneut und ging nach Griechenland.
Dort gelangen ihm mit Panathinaikos Athen zwischen 1970 und 1974 seine größten Erfolge als Trainer. 1970 und 1972 wurde er griechischer Meister und 1971 führte er den Klub erstmals in dessen Geschichte in das Finale des Europapokals der Landesmeister. Im Endspiel musste sich seine Mannschaft aber mit 0:2 gegen das von Johan Cruijff angeführte Ajax Amsterdam geschlagen geben.
In den Jahren danach coachte er in Spanien (Real Murcia), Chile (Colo Colo), Saudi-Arabien (Saudi-arabische Fußballnationalmannschaft) und wieder in Griechenland (AEK Athen). Zwischen 1979 und 1982 trainierte er den ägyptischen Klub al-Masri.

### Rückkehr in die Heimat
Erst 1981 wagte der „Deserteur“ wieder in das zum damaligen Zeitpunkt unverändert kommunistische Ungarn einzureisen. Vor allem anderen besuchte er die Gräber seiner Eltern in Kispest. Als er dann am Spiel einer Seniorenauswahl im Budapester Népstadion (dem heutigen Puskás Ferenc Stadion) teilnahm und der Stadionsprecher seinen Namen verlas, begrüßten ihn die Zuseher – obwohl das kommunistische Regime nach seiner Flucht jahrelang bemüht gewesen war, das einstige Idol in Vergessenheit geraten zu lassen – mit tosendem Applaus. Ab diesem Zeitpunkt hielt er sich immer öfter in Ungarn auf; ehe er in den 1990er-Jahren dann endgültig nach Budapest zurückkehrte.

### Letzte Stationen als Trainer
1985 bis 1986 war er in Paraguay bei Sol de América und Cerro Porteño als Trainer tätig.
Einige Jahre später, 1989 bis 1992, war er in Australien als Coach nochmals erfolgreich. Er wurde mit South Melbourne Hellas australischer Meister und Pokalsieger.
Zwischen April und Juli des Jahres 1993 übernahm er die Leitung des ungarischen Nationalteams, scheiterte mit seiner Mannschaft allerdings an der Qualifikation zur Fußball-Weltmeisterschaft 1994.

### Späte Auszeichnungen
1991 bekam er die Ehrenbürgerschaft von Kispest zuerkannt.
Im Jahr 1992 wurde er internationaler Präsident des Ungarischen Fußball-Bundes.
1997 wurde er vom Internationalen Olympischen Komitee mit der Olympischen Trophäe ausgezeichnet. Im gleichen Jahr wurde er in München bei der Gala zum Fußballer des Jahrhunderts aufgrund seiner Tore in der höchsten Spielklasse als erfolgreichster Torjäger des 20. Jahrhunderts geehrt. In die FIFA International Football Hall of Fame wurde er 1998 aufgenommen. 1999 wurde er zum Ehrenbotschafter des ungarischen Sportverbandes ernannt und 2001 wurde er bei der Wahl zum „Sportler des Jahrhunderts“ in Ungarn zum besten männlichen Sportler gewählt.
2002 war Puskás der dritte Spieler der Goldenen Elf nach dem ein Stadion benannt wurde (die ersten beiden waren József Bozsik und Nándor Hidegkuti). Das größte und beliebteste Stadion, das Népstadion („Volksstadion“), in dem die Nationalmannschaft in den 1950er Jahren zur Legende wurde, trägt nun den Namen Puskás Ferenc Stadion. Es war Puskás’ 75. Geburtstag, als ihm diese Ehre zuteilwurde.
Am 28. März 2013 wurde ihm zu Ehren im III. Budapester Bezirk die Ferenc-Puskás-Statue enthüllt.

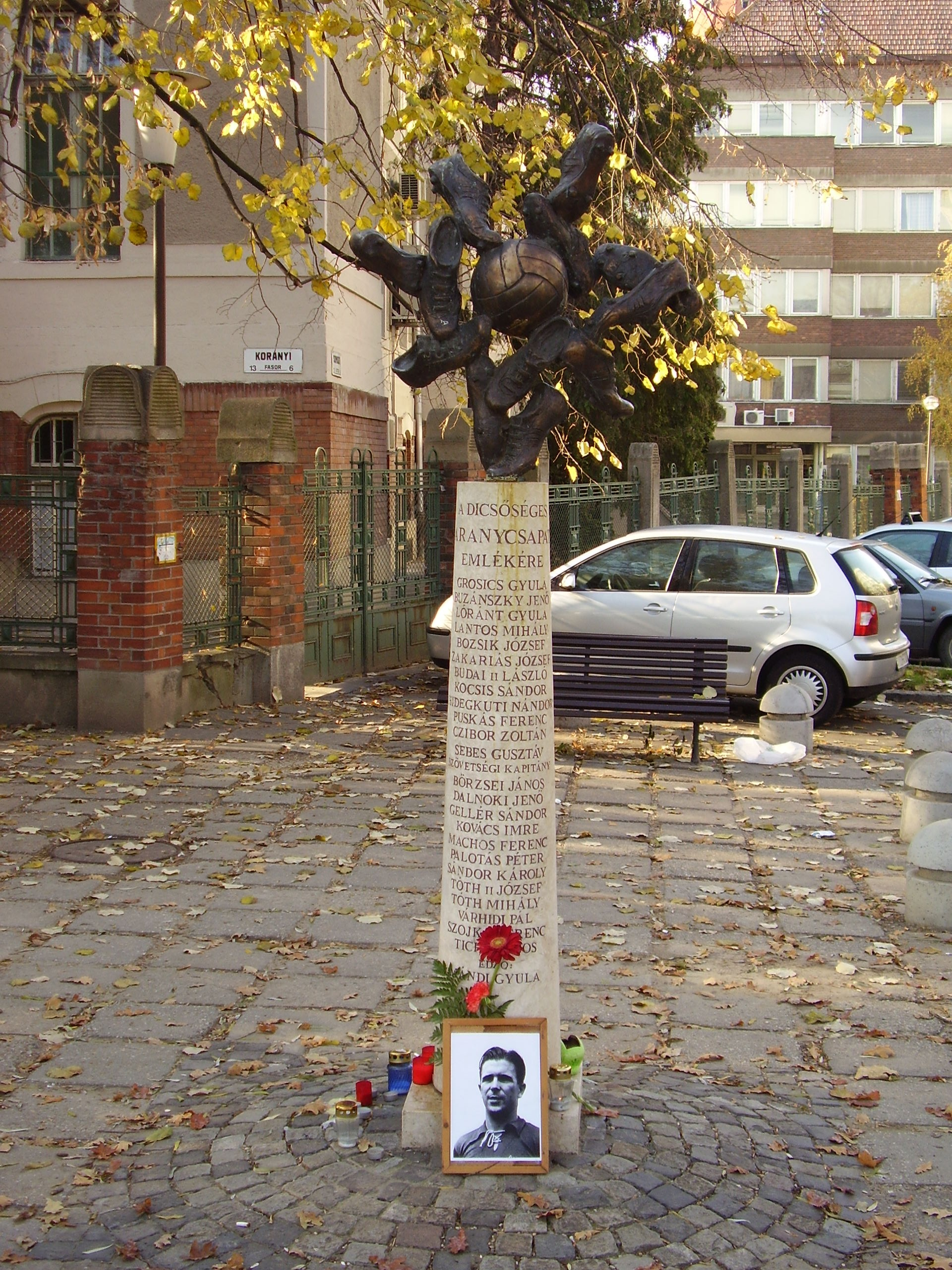
Die Skulptur Goldene Elf von Márton Kalmár in Szeged – mit Blumen, Kerzen und Gedenkbild wird am Tag nach seinem Tod an Puskás erinnert.

### Letzte Lebensjahre
2000 begann sein gesundheitlicher Zustand sich drastisch zu verschlechtern. Neben anderen gesundheitlichen Problemen litt er vor allem an einer speziellen Form der Alzheimer-Krankheit. Auch war er aufgrund der teuren Behandlungen in Geldnot geraten. Aus diesem Grund organisierten Real Madrid bzw. Alfredo Di Stéfano im Jahre 2002 eine Sammlung.
Ab 2002 musste er seine Tage im Krankenhaus Kútvölgyi verbringen, wo ihn seine Frau täglich besuchte, welches er aber die letzten Jahre nicht einmal zu seinem Geburtstag verlassen durfte. Laut Meldung der Zeitung Nemzeti Sport lag Puskás ab September 2006 mit einer schweren Lungenentzündung auf der Intensivstation. Dieser erlag er am 17. November desselben Jahres.
Am 9. Dezember 2006 wurde Puskás feierlich im Rahmen eines Staatsbegräbnisses in der St.-Stephans-Basilika beigesetzt, eine Ehre, die bis dahin nur Königen und Heiligen vorbehalten war. Der Tag wurde in Ungarn zum nationalen Trauertag erklärt. In den Stunden vor dem Begräbnis wurde er im nach ihm benannten Puskás Ferenc Stadion aufgebahrt, und Zehntausende Menschen nutzten die Gelegenheit, um Ungarns berühmtestem Sportler die letzte Ehre zu erweisen. Nach Puskás’ Tod lebten von der Goldenen Elf Ende 2006 nur noch Gyula Grosics und Jenő Buzánszky. Beide sind mittlerweile ebenfalls verstorben.

## Karriere (Überblick)

### Ungarn (1939 bis 1956)
In Ungarn spielte er nur für Honvéd Budapest, dessen Name sich mehrmals änderte: Kispesti FC (1939 bis 1944), Kispesti AC (1944 bis 1949) und Budapesti Honvéd (1949 bis 1956). In der Saison 1947/48 schoss er für Kispest in 32 Spielen 50 Saisontore, ein bis heute gültiger Rekord. Insgesamt gewann er sechs Meisterschaften. Zwischen 1946 und 1956 wurde er 18 Mal für die Budapester Stadtauswahl nominiert und schoss 15 Tore.

### Spanien (1958 bis 1966)
Im Ausland war er zwischen 1958 und 1967 bei Real Madrid, das nicht zuletzt ihm seine grandiose Zeit der späten 50er und frühen 60er Jahre zu verdanken hat. Von 1958 bis 1966, das heißt praktisch während seiner ganzen Zeit beim Verein, war Real zu Hause ungeschlagen. Insgesamt schoss er für Real Madrid in 372 Spielen 324 Tore.
Im Europapokal erzielte er in 39 Einsätzen für die Spanier 35 Tore und wurde in der Saison 1959/60 mit zwölf Treffern Torschützenkönig im Pokal der Landesmeister. Im Endspiel 1960 schoss er beim 7:3-Sieg gegen Eintracht Frankfurt – dem bislang torreichsten Europapokalfinale – vier Tore (Alfredo Di Stéfano erzielte die übrigen drei). 1961/62 wurde er mit sieben Toren, ex aequo mit Di Stéfano und Tejada, die ebenfalls bei Real Madrid spielten, erneut Torschützenkönig im Pokal der Landesmeister. Im Finale, das Real gegen die von Béla Guttmann trainierte Mannschaft von Benfica Lissabon mit 3:5 verlor, erzielte Puskás alle drei Treffer seiner Mannschaft. Zwei Jahre später erreichte Real wieder das Europapokalfinale, musste sich aber Inter Mailand deutlich mit 3:1 geschlagen geben. 1966 gewann schließlich eine stark verjüngte Real Madrid Mannschaft gegen FK Partizan Belgrad erneut den Europapokal. Puskás spielte zwar nicht im Finale im Heysel-Stadion von Brüssel, wurde aber als 39-Jähriger mit fünf Toren in drei Spielen mannschaftsinterner Torschützenkönig.

### Ungarische Nationalmannschaft (1945 bis 1956)
Seine Nationalmannschafts-Karriere begann bereits mit 17 Jahren, am 20. August 1945, beim 5:2-Sieg in Budapest gegen Österreich und endete am 14. Oktober 1956 mit einem 2:0-Sieg in Wien, ebenfalls gegen Österreich. In beiden Spielen erzielte er jeweils ein Tor.
1950 schoss er beim 12:0-Erfolg gegen Albanien vier Tore. In weiteren vier Spielen gelangen ihm noch jeweils 3 Tore (1946 7:2 gegen Luxemburg, 1948 5:1 gegen Rumänien, am 8. Mai 1949 6:1 gegen Österreich und am 29. Oktober 1950 4:3 gegen Österreich). In mehr als 50 Länderspielen konnte er sich in die Torschützenliste eintragen lassen. Er gewann mit Ungarn 63-mal und verlor nur 11 Spiele, weitere 11 Spiele gingen unentschieden aus.
Er schoss in 85 Länderspielen 84 Tore für Ungarn und ist damit ungarischer Rekordtorschütze.

### Spanische Nationalmannschaft (1961 bis 1962)
In der spanischen Nationalmannschaft spielte er zwischen 1961 und 1962, konnte aber in vier Spielen kein Tor erzielen.
Sein erstes Spiel war das Finalhinspiel der Afrika-Qualifikationsgruppe (CAF) gegen Marokko am 12. November 1961 in Casablanca (Spanien gewann 1:0). Die restlichen drei Spiele absolvierte er bei der Weltmeisterschaft 1962 in Chile. Da Spanien aber bereits in der Gruppenphase scheiterte, war das letzte Gruppenspiel in Sausalito gegen Brasilien am 6. Juni 1962 (Endstand 2:1 für Brasilien) auch für Puskás sein letzter Einsatz. Damit hat er in der spanischen Nationalmannschaft eine Bilanz von 2 Siegen und 2 Niederlagen (0 Tore).

### Trefferquote
Puskás weist bei seinen Einsätzen für die ungarische Nationalmannschaft die außergewöhnliche Bilanz von 84 Toren in 85 Spielen auf (Trefferquote 0,988). Pelé etwa erzielte in 92 Einsätzen für das brasilianische Nationalteam die vergleichsweise geringe Anzahl von 77 Toren (Quote 0,837). Der deutsche Nationalspieler Gerd Müller hatte mit 68 Toren in 62 Länderspielen (Quote 1,097) eine im Vergleich bessere Quote, bestritt jedoch 22 Länderspiele weniger als Puskás. Auf die beste Trefferquote kam Puskás’ Teamkollege Sándor Kocsis mit 75 Toren in 68 Länderspielen; das bedeutet eine Quote von 1,103 Toren pro Spiel.

### Legenden
- Eine Legende besagt, dass er, der als Profi immer mit dem linken Fuß schoss, in einem der ersten Spiele seiner Karriere mit einem Schuss seines starken Beines (des rechten) dem gegnerischen Torhüter alle Rippen gebrochen habe und seither nur noch mit seinem schwachen, linken Fuß schießen durfte. Zur Legendenbildung trug sicher auch bei, dass sein Nachname große Ähnlichkeit mit dem ungarischen Wort für „Gewehr“ hat – puska. In Wahrheit gebrauchte Puskás seinen rechten Fuß kaum, da er ein „reiner“ Linksfuß war.
- Es kam öfter vor, dass der Verband die versprochenen Prämien nicht auszahlte. So kam es angeblich 1952 im Berner Wankdorf gegen die Schweizer Auswahl bei einem Zwischenstand von 2:0 für die Schweiz zu folgendem Wortwechsel. Puskás rief Trainer Gusztáv Sebes zu: „Guszti, gibt es noch immer kein Geld für den Sieg?“ Aber da Sebes kurz zuvor die Zusicherung für die Siegprämie bekam, sagte er: „Doch, Geld ist da!“ Dann schaltete Ungarn einen Gang hoch und gewann mit 4:2 gegen die Schweiz.

## Spieler
| Ungarn              | Ungarn              | Ungarn              | Spanien        | Spanien        | Spanien        |
| ------------------- | ------------------- | ------------------- | -------------- | -------------- | -------------- |
| Budapesti Honvéd SE | Budapesti Honvéd SE | Budapesti Honvéd SE | Real Madrid CF | Real Madrid CF | Real Madrid CF |
| Saisontore          | Saisontore          | Saisontore          | Saisontore     | Saisontore     | Saisontore     |
| 1943/44             | 18 Spiele           | 7 Tore              | 1958/59        | 24 Spiele      | 21 Tore        |
| 1944/45             | 34 Spiele           | 17 Tore             | 1959/60        | 24 Spiele      | 28 Tore        |
| 1945/46             | 33 Spiele           | 35 Tore             | 1960/61        | 28 Spiele      | 27 Tore        |
| 1946/47             | 30 Spiele           | 32 Tore             | 1961/62        | 23 Spiele      | 20 Tore        |
| 1947/48             | 32 Spiele           | 50 Tore             | 1962/63        | 30 Spiele      | 26 Tore        |
| 1948/49             | 30 Spiele           | 46 Tore             | 1963/64        | 24 Spiele      | 20 Tore        |
| 1949/50             | 30 Spiele           | 31 Tore             | 1964/65        | 18 Spiele      | 11 Tore        |
| 1950                | 15 Spiele           | 25 Tore             | 1965/66        | 8 Spiele       | 4 Tore         |
| 1951                | 21 Spiele           | 21 Tore             |                |                |                |
| 1952                | 26 Spiele           | 22 Tore             |                |                |                |
| 1953                | 26 Spiele           | 27 Tore             |                |                |                |
| 1954                | 20 Spiele           | 21 Tore             |                |                |                |
| 1955                | 26 Spiele           | 18 Tore             |                |                |                |
| 1956                | 13 Spiele           | 5 Tore              |                |                |                |
| 1943–1956           | 354 Spiele          | 357 Tore            | 1958–1967      | 179 Spiele     | 155 Tore       |

### Stationen
- 1939–1944: Kispesti FC
- 1944–1949: Kispesti AC
- 1949–1956: Budapesti Honvéd SE
- 1958–1967: Real Madrid

1939–1956 handelt sich immer um den gleichen Verein, der seinen Namen verändert hat.

### Ligaspiele und Tore
- 349 Spiele (358 Tore)[1] in Ungarn
- 372 Spiele (324 Tore) in Spanien

### Spiele und Tore für die Budapester Stadtauswahl
- 1946–1956: 18 Spiele (15 Tore)

### Sonstige Auswahlspiele
- 1954–1955: 5 Spiele (11 Tore)

### Torschützenkönig
- 1948 mit 50 Toren für den Kispesti AC
- 1950 mit 31 Toren für Budapesti Honvéd SE
- Herbst 1950 mit 25 Toren für Budapesti Honvéd SE
- 1953 mit 27 Toren für Budapesti Honvéd SE
- 1960 mit 28 Toren für Real Madrid
- 1961 mit 27 Toren für Real Madrid
- 1963 mit 26 Toren für Real Madrid
- 1964 mit 20 Toren für Real Madrid

### Internationaler Torschützenkönig
- Europapokal: 1953
- Europapokal der Landesmeister: 1960, 1962

### Länderspiele und Tore
- 85 Spiele (84 Tore) für Ungarn (1945–56)
- 4 Spiele (kein Tor) für Spanien (1961–62)

### Stationen als Trainer
Puskás war in neun Ländern als Trainer tätig: Spanien, USA, Kanada, Griechenland, Chile, Saudi-Arabien, Ägypten, Paraguay, Australien und in seiner Heimat Ungarn.
- 1967, Spanien: Hércules Alicante
- 1967, USA: San Francisco Golden Gate Gales
- 1968, Kanada: Vancouver Royals
- 1968–1969, Spanien: CD Alavés
- 1970–1974, Griechenland: Panathinaikos Athen
- 1975, Spanien: Real Murcia
- 1975–1976, Chile: Colo Colo
- 1976–1977: Nationaltrainer von Saudi-Arabien
- 1978–1979, Griechenland: AEK Athen
- 1979–1984, Ägypten: al-Masry
- 1985–1986, Paraguay: Sol de América
- 1986, Paraguay: Cerro Porteño
- 1989–1992, Australien: South Melbourne Hellas
- 1992: Nachwuchstrainer, später internationaler Präsident des Ungarischen Fußballbunds (MLSZ)
- 1993 (April bis Juli): Nationaltrainer von Ungarn

## Erfolge

### Titel als Spieler
- Ungarischer Meister (6): 1949, 1950, 1952, 1954–1956
- Spanischer Meister (6): 1961–1965, 1967
- Spanischer Pokalsieger (1): 1962
- Europapokal der Landesmeister (3): 1959, 1960, 1966
  - Finalist im Europapokal der Landesmeister (2): 1962, 1964
- Weltpokalsieger (1): 1960
- Olympiasieger (1): 1952
- Europapokal der Fußball-Nationalmannschaften (1): 1948 bis 1953
  - Vizeweltmeister (1): 1954

### Titel als Trainer
- Griechischer Meister  (2): 1970, 1972 mit Panathinaikos Athen
- Australischer Meister (1): 1991 mit South Melbourne Hellas
- Australischer Pokalsieger (1): 1990 mit South Melbourne Hellas
  - Finalist im Europapokal der Landesmeister (1): 1971 mit Panathinaikos Athen

### Auszeichnungen
- Goldener Schuh: 1947/48 (50 Tore)
- Goldener Ball: 1954
- Weltauswahl-Spieler: 1963
- Europaauswahl-Spieler: 1965
- Mitglied der FIFA International Football Hall of Fame: 1998
- IFFHS: bester Torjäger des 20. Jahrhunderts
- Sportler des 20. Jahrhunderts in Ungarn: 2001
- Sportler der ungarischen Nation: 2004
- Komtur mit Stern des Verdienstordens der Republik Ungarn: 2005
- L’Équipe: Europas Fußballer des 20. Jahrhunderts
- Benennung eines Asteroiden nach ihm, (82656) Puskás, am 9. August 2006

## Persönliche Rekorde
- Die meisten Tore in einem Spiel: 7 Tore (19. Februar 1949)
- Drittbester Torschütze des 20. Jahrhunderts (als Spieler von Kispesti AC bzw. Budapesti Honvéd SE und Real Madrid schoss er 489 Erstliga-Pflichtspieltore)
  - Dritter in der ewigen ungarischen Torschützenliste mit 358 Toren (Spiele: 1943–1956)
- Bester Torschütze der ungarischen Nationalmannschaft (84 Tore)
  - Neunzehnter in der ewigen spanischen Torschützenliste mit 156 Toren (Spiele: 1958–1967)
  - Dritter in der ewigen Torschützenliste des Europapokals der Landesmeister